# Chinguiz Aitmátov
Chinguiz (Shyngýs, Shyngýz) Torekúlovich Aitmátov —en kirguís: Чынгыз Айтматов; en ruso: Чингиз Торекулович Айтматов— (Sheker, 12 de diciembre de 1928-Núremberg, 10 de junio de 2008) fue un escritor kirguís de fama mundial, tanto en ruso como kirguís, y era la figura más conocida de la literatura de Kirguistán.
Sus obras son celebradas por su profundo humanismo, profundidad filosófica y rica imaginería cultural. Su literatura a menudo refleja las complejidades de las relaciones humanas, la tensión entre la tradición y la modernidad, y la belleza del mundo natural. 

## Biografía
Chinguiz Aitmátov nace en Sheker, una localidad  en el noroeste de la República Autónoma Socialista Soviética de Kirguistán, (en la frontera con Kazajistán) y en ese momento parte de la RSFS de Rusia dentro de la URSS. Los padres de Aitmátov eran funcionarios en Sheker, En su juventud tuvo una vida nómada con su familia, como era el modo de vida de Kirguistán en esa época. En 1937 su padre fue acusado de ser un «burgués nacionalista» en Moscú, siendo detenido y ejecutado en la Gran Purga de Iósif Stalin.
Aitmátov vivió en la época en la que Kirguistán se estaba transformando de ser un territorio remoto en el Imperio ruso a una república de la Unión Soviética. El futuro autor estudió en una escuela soviética de Sheker. También trabajó desde temprana edad. Con catorce años fue el ayudante del secretario del sóviet local. Luego desempeñó trabajos de recaudador de impuestos, de cargador, de ayudante de ingeniero y continuó con muchos otros tipos de trabajo. En 1946 inició sus estudios en la División de Ganadería del Instituto Agrícola Kirguís de Frunze.
Hijo de un «enemigo del pueblo», solo pudo ingresar después de la muerte de Stalin al Instituto Máximo Gorki en Moscú, para cursar estudios superiores de literatura, ciudad en donde vivió de 1956 a 1958. En los siguientes ocho años, trabajó en el diario Pravda. Sus primeras dos publicaciones aparecieron en 1952 en ruso: «Dziuio, el niño del periódico» y «Ashim». Su primer trabajo publicado en Kirguís fue Ak Ğaan [lluvia blanca] en 1954, y su más conocido trabajo, Dzhamilia [Джамиля] fue publicado en 1958. En 1980 publicó su primera novela, Más de un siglo dura el día. Su siguiente novela destacada fue El patíbulo, publicada en 1988. Más de un siglo dura el día y otras obras fueron traducidos a 150 idiomas.
El 16 de mayo de 2008 sufrió un fallo renal y fue ingresado en el hospital de Núremberg, donde fallece a los 79 años de edad.

## Obra

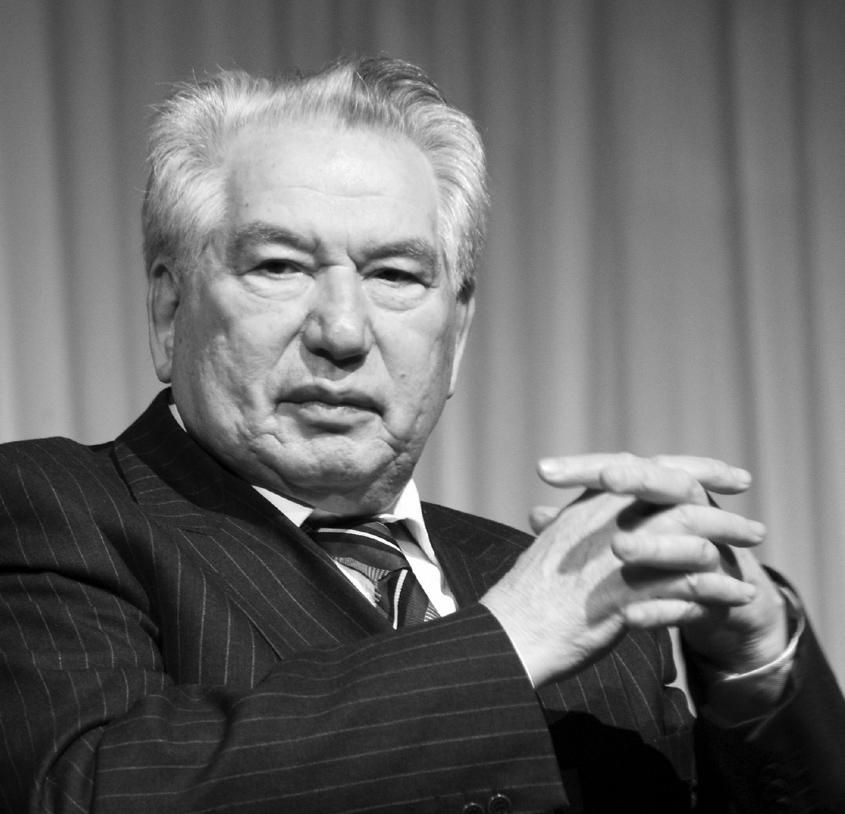
Aitmátov en 2007.

Chinguiz Aitmátov pertenece a la generación de escritores de la posguerra. Sus publicaciones anteriores a Dzhamilia no son importantes, unas cuantas breves historias y una novela corta llamadas Cara a Cara [Лицом к лицу]. Pero es con Dzhamilia cuando es reconocido como escritor. El escritor francés Louis Aragon describe esta breve novela como la más bella historia de amor, elevándose incluso por encima de la novela de escritor británico Rudyard Kipling con su Mas bella historia de amor del mundo. Los trabajos representativos de Aitmátov incluyen novelas cortas como Adiós, Gulsarí, El barco blanco, Más de un siglo dura el día [И дольше века длится день] (1980), renombrada posteriormente como Estación Buranni [Буранный полустанок] y El patíbulo [Плаха] (1986).
Aitmátov fue galardonado en 1963 con el Premio Lenin por Dzhamilia, y luego con el Premio Estatal de la URSS por Adiós, Gulsarí. La calidad de Aitmátov fue ensalzada por sus admiradores, e incluso sus críticos mencionan la gran calidad de sus novelas.
Los trabajos de Aitmátov tienen unos elementos que lo hacen único en su proceso creativo. Está muy cerca de la mitología, no en el sentido antiguo de ella, sino, que intenta recrear y sintetizar la mitología dentro del ámbito de la vida contemporánea. Es una constante en su trabajo: en toda historia hace referencia a un mito, a una leyenda, o a un cuento popular. Más de un siglo dura el día es una leyenda poética sobre un joven cautivo convertido en un «mankurt» que surge de alegoría trágica y se convierte en significativos símbolos de la expresión filosófica de la novela. Los mankurts son esclavos irreflexivos en esa novela. Después de la novela, en la Unión Soviética la palabra pasó a referirse a personas que habían perdido el contacto con su patria étnica, que habían olvidado su parentesco. Este significado se mantuvo en Rusia y en muchos otros estados postsoviéticos.
La segunda característica de las obras de Aitmátov es su cercanía final a nuestros «hermanos pequeños», los animales, y que sus vidas y las nuestras están íntima e inseparablemente conectadas. Los dos protagonistas centrales de Adiós, Gulsarí son un hombre y su semental. Un camello tiene un papel destacado en Más de un siglo dura el día; una de las características de la novela que define el carácter del principal protagonista, es narrado por medio de la historia de las peripecias de un camello. El patíbulo se inicia y termina con la historia de una manada de lobos y la gran madre lobo Akbara y su cachorro; las vidas humanas entran en la narrativa pero entrelazada con la vida de los lobos.
Entre otras obras traducidas al castellano, se encuentran: Dzhamilia, publicada en 1958, El primer maestro, El perro pinto corre junto al mar, El campo maternal, etc. Varias obras suyas han sido llevadas al cine, y precisamente en la adaptación de la película Más de un siglo dura el día tuvo que ser hospitalizado, no recuperándose, resultando en su fallecimiento.

## "Manas" y Aitmatov
El poema épico "Manas" se ha convertido en un recurso artístico para escritores profesionales no sólo en el campo del teatro, sino también en prosa y poesía.
En primer lugar la prosa destaca la actividad estética de Aitmatov. Chinguiz Aitmátov no solo estudió y difundió la gran epopeya, sino que también utilizó en sus obras su trama, ideas y medios artísticos con gran habilidad y habilidad.
K. Asanaliev indica que: "Manas" se basa en la "mente artística de Aitmatov, no con ciertos fragmentos, sino con ciertos signos".
Durante el recuento de la epopeya "Manas", es difícil evitar sorprenderse de la imaginación artística del autor, "mientras se escucha al narrador, se percibe que cada descripción está en su lugar, se siente que cada descripción tiene su propio arte, istema y propósito artístico", dice Aitmatov sobre la epopeya.

## Temas
Los temas principales que aborda Aitmátov incluyen la identidad cultural y patrimonio, en este sentido Aitmátov a menudo exploraba la cultura, el folclore y las tradiciones kirguís, retratando las luchas por mantener la identidad cultural en un mundo en rápida transformación. Sus historias reflejan una profunda conexión con la tierra y su historia. Las obras de Aitmatov también abordan preguntas fundamentales sobre el humanismo y universalismo tales como la existencia, la ética y la moralidad. Él enfatiza la empatía, la compasión y las experiencias compartidas de la humanidad, trascendiendo las fronteras culturales y geográficas.
La naturaleza y el medio ambiente juegan un papel vital en las narrativas de Aitmátov. Describe vívidamente los paisajes de Asia Central, utilizándolos como telones de fondo para los viajes emocionales y los dilemas morales de sus personajes. Su representación del mundo natural a menudo lleva temas ecológicos, abogando por una relación armoniosa entre los humanos y su entorno.
Aitmátov frecuentemente retrata las luchas de los individuos atrapados entre los valores tradicionales y las presiones de la vida moderna. Sus personajes a menudo lidian con conflictos personales y sociales, reflejando tensiones culturales más amplias.

## Estilo literario
La técnica literaria de Aitmátov a menudo emplea una mezcla de realismo y simbolismo. Su estilo de narración se caracteriza por ser accesible, aunque profundamente cargado de significado. Su escritura es reconocida por sus descripciones vívidas y poéticas de paisajes y emociones humanas. La capacidad de Aitmátov para evocar experiencias sensoriales permite a los lectores sumergirse en el mundo que crea.
Aitmátov frecuentemente incorpora elementos del folclore y la mitología kirguís en sus narrativas, enriqueciendo sus historias con significado cultural y profundidad. Y en sus obras a menudo incluyen pasajes reflexivos y discusiones filosóficas, invitando a los lectores a meditar sobre las preguntas morales y existenciales que plantean las experiencias de los personajes.

## Carrera política
Participó en la vida política de la URSS, y llegó a ser diputado en el Sóviet Supremo de la URSS, y con Mijaíl Gorbachov fue miembro del Consejo Presidencial desde 1985.
Además de su trabajo literario, Chinguiz Aitmátov fue el embajador de Kirguistán en la Unión Europea, en la OTAN, la Unesco y en los países del Benelux (1990-1994). Fue también el padre del exministro de asuntos exteriores de Kirguistán, Askar Aitmátov.

## Denunciante de los crímenes estalinistas
Su padre Törökul (o Torekul), un alto funcionario soviético, fue fusilado a la edad de 35 años como “enemigo del pueblo” durante las purgas estalinistas, cuando Tchinguiz Aïtmatov tenía sólo 10 años.
En mayo de 1987 publicó en Izvestia una violenta acusación contra Stalin, denunciando el mito del vencedor de la “Gran Guerra Patria” (la Segunda Guerra Mundial).
Tras la independencia de Kirguistán, construyó un monumento cerca de Biskek, la capital del país, Ayat Beyit (la tumba del padre), dedicado a las víctimas del estalinismo. Allí fueron enterradas varias víctimas kirguisas de las purgas estalinistas, incluido su padre. Su tumba también se encuentra en este monumento.

## Condecoraciones y premios

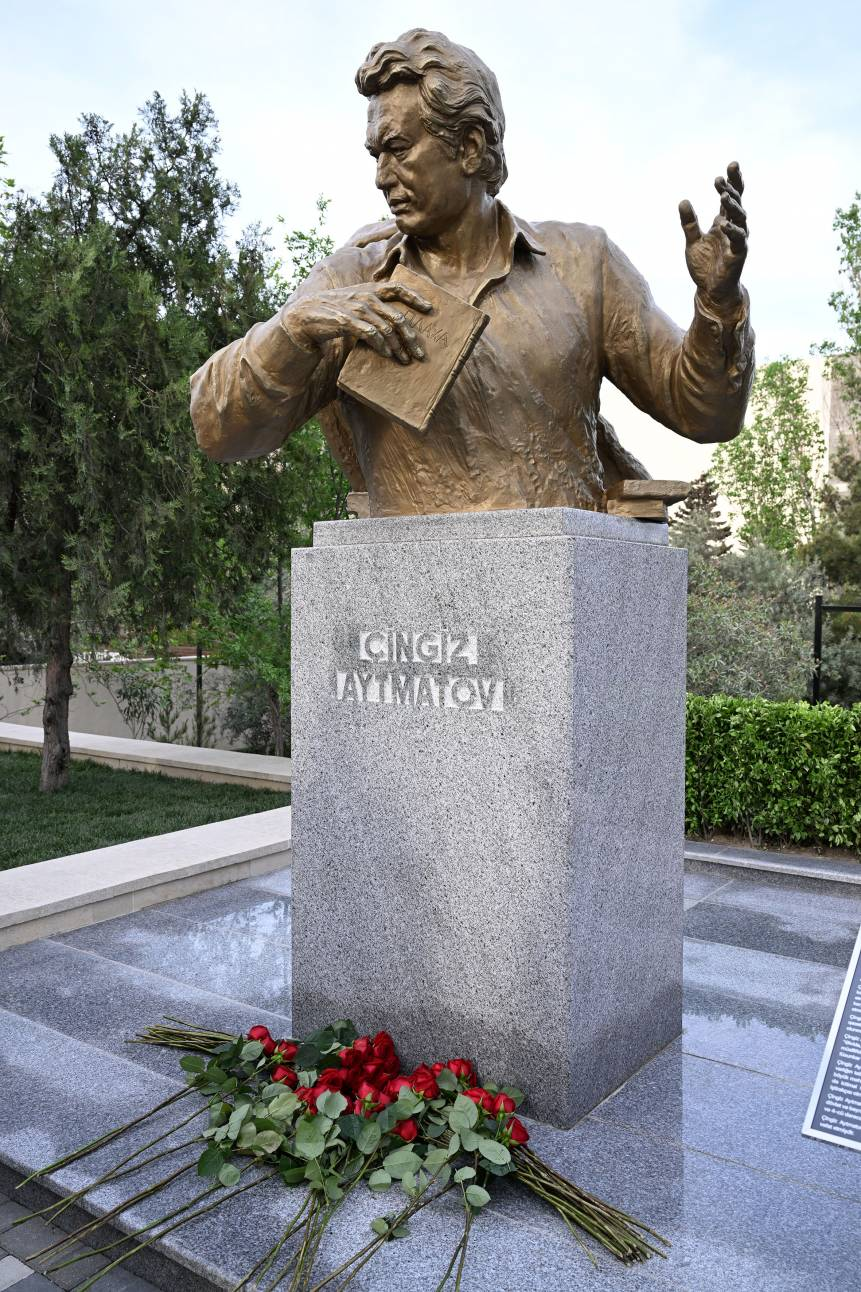
Monumento a Chingiz Aitmatov en Bakú

- 3 Premios Estatales de la URSS (1968, 1977 y 1983)[2]
- 1 Premio Lenin.[2]
- 1 Estrella de Oro de Héroe del Trabajo Socialista (1978).[2]
- Otros premios y condecoraciones.

## Trabajos más importantes
- Un pasaje difícil ("Трудная переправа", 1956-57)
- Cara a Cara ("Бетме бет", 1957)
- Dzhamilia ("Жамыйла", 1958)[12]
- El primer profesor ("Биринчи мугалим", 1962)
- Cuentos de las montañas y las estepas ("Повести гор и степей", 1963)
- Un campo maternal ("Саманчынын жолу", 1963)
- Adiós, Gulsarí[13] ("Жаныбарым Гүлсары", 1966)
- El barco blanco ("Ак кеме", 1970)
- El llanto de un ave de paso ("Плач перелетной птицы", 1972)
- Ascensión al Monte Fuji ("Фудзиямадагы кадыр түн", 1973)
- Las grullas tempranas ("Эрте жаздагы турналар", 1975)
- El perro pinto corre junto al mar ("Пегий пес, бегущий краем моря", 1977)
- Más de un siglo dura el día ("Кылым карытар бир күн", 1980)
- El patíbulo (El calvario de Abdias) ("Плаха", 1988)
- Bajiana ("Бахиана", 1991)
- La marca de Casandra ("Кассандранын эн тамгасы", 1996)
- La nube blanca de Gengis Kan ("Белое облако Чингисхана", 2000)
- Cuando las montañas caen (La novia perpetua) ("Тоолор кулаганда" ("Вечная невеста"), 2006)

## Adaptaciones cinematográficas
- Todas las películas basadas en sus obras